# وجهات النظر الفلسطينية حول عملية السلام
وجهات النظر الفلسطينية حول عملية السلام مع إسرائيل واسعة النطاق. والهدف الذي يوحد الفلسطينيين هو إقامة دولة فلسطينية يمكن أن يستوطن فيها اللاجئون الفلسطينيون، من بين أمور أخرى. يريد بعض الفلسطينيين إنشاء هذه الدولة في الضفة الغربية وقطاع غزة، بينما يريد الفلسطينيون عامة أن تحل هذه الدولة محل دولة إسرائيل.

## الخلفية
أبدى الفلسطينيون وجهات نظر وتصورات متنوعة بشأن عملية السلام. نقطة الانطلاق الرئيسية لفهم هذه الآراء هي الوعي بالأهداف المختلفة التي ينشدها المدافعون عن القضية الفلسطينية. ويقول الأكاديمي الإسرائيلي من بين «المؤرخين الجدد» إيلان بابيه أن سبب الصراع من وجهة النظر الفلسطينية يعود إلى عام 1948 بإنشاء إسرائيل (بدلا من وجهة نظر إسرائيل بكون عام 1967 هو النقطة الحاسمة، وعودة الأراضي المحتلة مركزية لمفاوضات السلام)، وأن الصراع كان كفاح من أجل إعادة اللاجئين إلى دولة فلسطينية. إذن هذا هو الهدف النهائي من عملية السلام ولا يزال لمجموعات مثل حماس. لكن جيروم سليتر يقول إن هذا النظرة القصوى إلى تدمير إسرائيل من أجل استعادة الأراضي الفلسطينية، وهو الرأي الذي أعرب عنه عرفات ومنظمة التحرير الفلسطينية في البداية، قد خفت باطراد منذ أواخر الستينات وما بعدها إلى الاستعداد للتفاوض والسعي بدلا من ذلك إلى حل الدولتين. وقد برهنت اتفاقات أوسلو على الاعتراف بهذا القبول من جانب القيادة الفلسطينية آنذاك بحق إسرائيل في الوجود في مقابل انسحاب القوات الإسرائيلية من قطاع غزة والضفة الغربية. بيد أن هناك موضوعات متكررة سائدة في مفاوضات عملية السلام بما في ذلك الشعور بأن إسرائيل تقدم القليل جدا وعدم الثقة بتصرفاتها ودوافعها. لكن الطلب على حق العودة لأبناء اللاجئين الفلسطينيين إلى إسرائيل ظل حجر الزاوية في الرؤية الفلسطينية وأعلنه مرارا الرئيس الفلسطيني محمود عباس الذي يقود جهود السلام الفلسطينية.

## ياسر عرفات ومنظمة التحرير
| ”                 | هدفنا الأساسي هو تحرير الأرض من البحر المتوسط إلى نهر الأردن ... اهتمام الثورة الفلسطينية الأساسي هو اجتثاث الكيان الصهيوني من أرضنا وتحريرها. | “ |
| —ياسر عرفات، 1970 | |   |

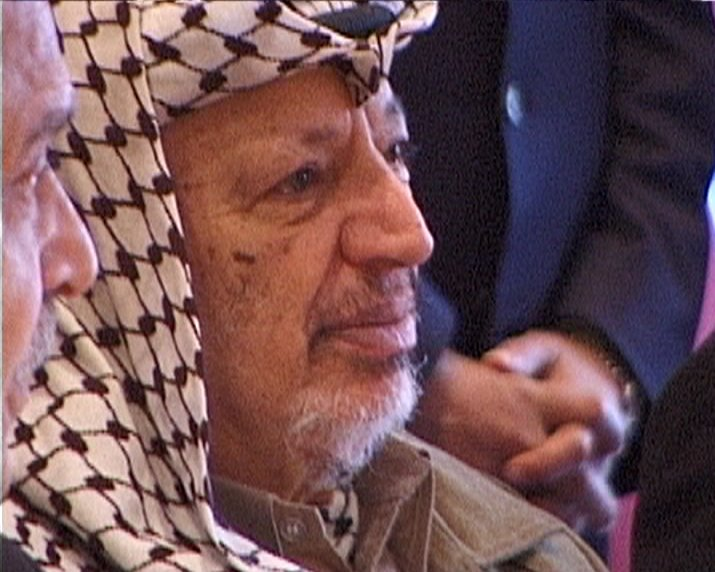
ياسر عرفات

لمنظمة التحرير مواقف متناقضة أحيانا تجاه عملية السلام. وقد كان قبول منظمة التحرير رسميا لحق إسرائيل في العيش في سلم أول التزامات منظمة التحرير في اتفاقات أوسلو. في رسالة ياسر عرفات المؤرخة في 9 سبتمبر 1993 إلى رئيس الوزراء الإسرائيلي إسحاق رابين في إطار اتفاق أوسلو الأول، قال عرفات أن «منظمة التحرير الفلسطينية تعترف بحق دولة إسرائيل في العيش سلام وأمن». إن الملاحظات التي أدلى بها عرفات تعتبر تحول بعيدا عن أحد الأهداف الرئيسية لمنظمة التحرير الفلسطينية—ألا وهو تدمير إسرائيل.
لكن الأدلة على مر التريخ وحتى خلال التسعينات والعقد الأول من القرن الحالي أظهرت أن القيادة الفلسطينية اعتبرت أن أي سلام يتم التوصل إليه مع إسرائيل سيكون مؤقتا حتى يتحقق حلم تدمير إسرائيل. غالبا ما تحدث عرفات عن عملية السلام من حيث «العدالة» للفلسطينيين؛ ووصف المؤرخ إفرايم كارش بأنه «الملطف المتأصل في التاريخ الإسلامي والعربي من أجل تحرير فلسطين بأكملها من المحتلين الأجانب». عندما وصف وجهات نظره حول عملية السلام بين القادة العرب والإعلام في العالم العربي، فقد أصبح خطاب عرفات بشكل ملحوظ أكثر تشددا مما كان عليه عندما كان بين القادة الغربيين والإعلام خارج العالم العربي. وشهدت هذه الفترة انفصاما بين ما إشار إليه الثاني في قيادة منظمة التحرير أبو إياد بأنه «لغة السلام» ودعم المقاومة الفلسطينية.
منذ التسعينات، هناك جدل داخل منظمة التحرير بشأن ما إذا كان ينبغي وقف أنشطة المقاومة تماما أو مواصلة مهاجمة إسرائيل وكذلك التفاوض دبلوماسيا مع إسرائيل. عمليا لم تمنع المقاومة تماما. علاوة على ذلك، فإن محاولات الاغتيال التي تقوم بها الفصائل الفلسطينية الأكثر تشددا منذ السنوات الأولى من عملية السلام منع عرفات من التعبير عن تأييده الكامل والعلني لعملية السلام أو إدانة المقاومة دون المخاطرة بتعريض حياته للخطر.
في عام 2000 بعد رفض ياسر عرفات لعرض إيهود باراك على أساس حل الدولتين ورفض التفاوض بشأن عرض أكثر إيجابية، اتضح أن عرفات لن يعقد اتفاق مع إسرائيل إذا لم يتضمن الحق الفلسطيني الكامل في العودة الذي سيدمر الطابع اليهودي ديموغرافيا لدولة إسرائيل. لهذا السبب، يزعم النقاد أن عرفات وضع رغبته في تدمير الدولة اليهودية فوق حلمه بإقامة الدولة الفلسطينية المستقلة.

## حماس والجهاد الإسلامي

علم، مع الشهادة، كثيرا ما يستخدمه أنصار حركة حماس

الهدف المعلن لكل من حماس والجهاد الإسلامي الفلسطينية هو قهر إسرائيل والاستعاضة عنها بدولة فلسطينية إسلامية. ترفض كلا المجموعتان اتفاقات أوسلو وخطط أخرى للسلام مع إسرائيل. في التسعينات والعقد الأول من القرن الحالي، عملت المجموعتين سويا لعرقلة عملية السلام بمهاجمة الإسرائيليين. حماس تعهدت بوقف إطلاق النار مع إسرائيل في أغسطس 2004. كانت الجهاد الإسلامي الفلسطينية غير راضية عن وقف إطلاق النار. في سبتمبر 2005، انتقدت حركة الجهاد الإسلامي حماس لدعوتها إلى وقف الهجمات الصاروخية على إسرائيل من غزة.
في عام 2008، عرضت حماس علنا هدنة طويلة الأجل مع إسرائيل إذا وافقت إسرائيل على العودة إلى حدود عام 1967 ومنح حق العودة لجميع اللاجئين الفلسطينيين. في عام 2010، أعلن إسماعيل هنية أن حماس ستقبل نتيجة الاستفتاء الفلسطيني على معاهدة سلام مع إسرائيل حتى لو كانت النتائج لا تتماشى مع أيديولوجيتهم. هذا يمثل خروجا عن إصرارهم السابق على أنهم لن يكونوا ملزمين بأي نتيجة من هذا القبيل. في عام 2012، أعطى موسى أبو مرزوق أحد كبار مسؤولي حركة حماس في منافسة مع هنية لشغل المنصب القيادي الأعلى لحماس مقابلة عبر فيها عن مجموعة من الآراء بعضها يختلف عن الموقف الفعلي للمنظمة. وقال إن حماس لن تعترف بإسرائيل ولن تشعر بأنها ملزمة بفهم معاهدة السلام التي تفاوضت عليها فتح كاعتراف بإسرائيل، ودعى بدلا من ذلك إلى هدنة مؤقتة. كرر أبو مرزوق مطالبة هنية بمنح الفلسطينيين الحق غير المشروط في العودة إلى ما هو الآن إسرائيل.

## أبرز الفلسطينيين
أعلن رشيد أبو شباك، وهو مسؤول أمني رفيع المستوى في السلطة الفلسطينية، أن "النور الذي شع فوق سماء غزة وأريحا [عندما تولت السلطة الفلسطينية السيطرة على هذه المناطق] سيصل إلى النقب والجليل [الذان يشكلان جزءا كبيرا من إسرائيل قبل عام 1967].
بثت إذاعة محطة إذاعة صوت فلسطين التابعة للسلطة الفلسطينية خطبة صلاة الجمعة من قبل يوسف أبو سنينة خطيب المسجد الأقصى بالقدس. وأكد أن «الكفاح الذي نشنه هو نضال عقائدي، والسؤال هو: أين ذهبت أرض فلسطين الإسلامية؟ أين حيفا ويافا واللد والرملة وعكا وصفد وطبريا؟ أين الخليل والقدس؟»
أبلغ الوزير في حكومة السلطة الفلسطينية عبد العزيز شاهين صحيفة الحياة الجديدة في 4 يناير 1998 «اتفاق أوسلو هو مقدمة للسلطة الفلسطينية والسلطة الفلسطينية ستكون مقدمة للدولة الفلسطينية التي بدورها ستكون مقدمة لتحرير كل الأراضي الفلسطينية.»
فيصل الحسيني وزير شؤون القدس السابق في السلطة الفلسطينية قارن انتفاضة الاقصى عقب عملية أوسلو إلى تكتيك الخروج من حصان طروادة الذي استخدمه الإغريق في أسطورة حرب طروادة.

## وصلات خارجية
- "Mideast Peace Process: Palestinian View" online interview with فواز جرجس. واشنطن بوست. 8 February 2005.
- "Palestinian Positions toward Israeli Peace Movements and Normalization with Israel" by Aluma Solnik and Yotam Feldner. معهد بحوث إعلام الشرق الأوسط. 21 August 1998.
- "A Pessimist's View of the Peace Process" by Yigal Carmon. منتدى الشرق الأوسط. 13 February 1997.